# 马尔科·马西埃尔
馬可·安東尼奧·達·奥利維拉·米素（葡萄牙語：Marco Antônio de Oliveira Maciel，1940年7月21日—2021年6月12日），巴西政治家、律師、法律學校教授，曾任巴西副總統。

## 生平
米素出身自伯南布哥，曾於1977年至1979年擔任巴西國會下議院議長，後於1979年至1982年擔任伯南布哥州州長。
1995年至2003年期間成為巴西副總統。卸任後改任上議院伯南布哥州議員。
于2021年6月12日去世。